# Domschule und Athenaeum Bremen
Die Domschule war von 1642 bis um 1803/05 eine Lateinschule in Bremen, an die 1681 das Athenaeum angegliedert wurde.

## Geschichte

### Domschule als Priesterschule im Mittelalter
Im Mittelalter bestand in Bremen am Dom die Domschule für die Ausbildung der künftigen Priester. So war Erzbischof Johannes II. von Schlamstorf, bevor er Archidiakon wurde, von 1373 bis 1381 Leiter der damaligen Domschule. Ansonsten gab es in Bremen die Klosterschulen.

### Freie Lateinschule
Nach der Reformation setzte sich von 1522 bis 1561 in der Evangelischen Kirche in Bremen nach heftigen Streit die Reformierte Kirche durch. Der lutherische Bremer Dom war nach 1561 sogar für 77 Jahre bis 1638 geschlossen. 1528 erfolgte die Gründung der Freien Lateinschule (frey Schole, Schola Bremensis, auch Gelehrtenschule genannt, später Paedagogeum) im Katharinenkloster, die als Folge der Entwicklung auch zur Schule der Reformierten wurde.

### Domschule

Gebäude der ehemaligen lutherischen Domschule bzw. Athenäum, ab 1817 bis 1858 Gelehrtenschule bzw. Gymnasium

Die lutherische Domschule wurde 1642 vom evangelisch-lutherischen Erzbischof von Bremen und vom Domkapitel als Konkurrenzschule zur reformierten Freien Lateinschule gegründet. Der Bremer Rat protestierte vergebens gegen diese Neugründung. Das Athenaeum wurde im Kapitelhaus südlich des Doms an der Domsheide untergebracht. 1648 wurde eine Schulordnung erlassen.
Nach dem Dreißigjährigen Krieg fiel das Herzogtum Bremen (ohne die Stadt) und somit Dom und Domschule an die Schweden. Sie unterstand von da an einem Kirchen-Konsistorium.
Die Lateinschule hatte in der Regel sechs Lehrkräfte: Rektor, Konrektor, Subrektor, ein Collaborator, ein Kantor für den Musikunterricht sowie ab 1683 auch ein Grammaticus. Die Professoren und Lehrer, mussten bis um 1648 noch zusätzlich im Kirchendienst arbeiten.

### Athenaeum
1681 wurde der Schule das Athenaeum als Abteilung für Studenten, auch als Konkurrenzanstalt zum reformierten Paedagogeum, angegliedert. Das Athenaeum war die akademische, weiterführende Oberstufe der Lateinschule. Die Bibliothek des Athenaeum genoss einen herausragenden Ruf. Anfänglich besuchten nur wenige Schüler das Athenaeum. 1718 kamen Domschule und Athenaeum zum Kurfürstentum Hannover. 1726 waren 89 Schüler am Athenaeum. Durch den Zuzug vieler lutherischer Bürger nahm die Zahl der Domschüler zu.

### Lyzeum
1803 kam durch die Säkularisation gemäß dem Reichsdeputationshauptschluss das Domgebiet an die Stadt Bremen. Die Domschule wurde einem Scholarchat (veraltet für Leitung einer höheren Bildungseinrichtung) unterstellt und zu einem Lyzeum (Gymnasium) umgewandelt. Die Schülerzahl stieg nun auf bis zu 170 an.

### Hauptschule
1817 ging das Lyzeum in die neue gegründete Hauptschule von Bremen auf, die aus der Vorschule, der Gelehrtenschule (Gymnasium) und der Handelsschule bestand.

## Bekannte Lehrer und Schüler

### Bekannte Lehrer
Zeitlich geordnet

#### Domschule als Priesterschule
- Vizelin, Priester, Missionar und Heiliger der katholischen Kirche, 1118 bis 1122 Dom-Scholaster (Leiter)
- Everardus Alemannus, Kleriker, Rhetor, Magister, Schulmeister und Dichter, um 1250 vermutlich rector scolarium (Schulmeister)
- Johannes II. von Schlamstorf von 1373 bis 1381 Leiter der Domschule, bevor er Archidiakon und Erzbischof wurde

#### Domschule und Athenaeum
- Magister Hülsemann aus Hamburg war der erste Rektor
- Daniel Lipstorp (* 1664), Rektor der Domschule
- Luneburg Mushard (1672–1708), Pädagoge, Historiker und Genealoge, war Schüler und 1696 Conrektor der Domschule und des Athenaeums
- Johann David Nicolai (1742–1826), Pastor und Primarius am Bremer Dom, am 25. April 1771  Subconrector, 1774 Conrektor und 1778 Rektor
- Wilhelm Christian Müller (1752–1831), Musikschriftsteller, Kantor und Pädagoge, von 1784 bis 1817 Musikdirektor und Kantor beim Athenaeum und ab 1803 Lehrer am Lyzeum
- Hermann Schlichthorst (1766–1820), Theologe, Pädagoge und Historiker, Schüler und 1798 Lehrer und Konrektor der Schule

### Bekannte Schüler
Zeitlich geordnet
- Andreas Overbeck (1628–1686), Theologe, Schüler der Domschule
- Johann Heinrich Eggeling (1639–1713), Bremer Eltermann und Stadtschreiber
- Luneburg Mushard (1672–1708), Pädagoge, Historiker und Genealoge, war Schüler und Lehrer
- Johann Georg Zierenberg (1693–1736), Stadtvogt im Herzogtum Bremen, Schüler von Domschule (1710) und Athenaeum (1710)
- Martin Mushard (1699–1770), Pastor und Archäologe, Schüler der Domschule
- Samuel Christian Lappenberg (1720–1788), Theologe und Historiker, Schüler von Domschule und Athenaeum
- Johann Wilhelm Hönert (1723–1790), Pastor und Kirchenhistoriker, Schüler bis 1737
- Dietrich Tiedemann (1748–1803), Philosoph, Schüler am Athenaeum
- Heinrich Wilhelm Olbers (1758–1840), Arzt und Astronom, um 1770 Schüler am Athenaeum
- Arnold Heeren (1760–1842), Historiker
- Hermann Schlichthorst (1766–1820), Theologe, Pädagoge und Historiker, Schüler und Lehrer
- Samuel Christian Pape (1774–1817), Schriftsteller, Dichter und Theologe,
- Heinrich Luden (1778–1847), Historiker
- Georg Heinrich Olbers (1790–1861), Jurist und Bremer Senator